# Zelotes anglo
Zelotes anglo är en spindelart som beskrevs av Willis J. Gertsch och Susan E. Riechert 1976. Zelotes anglo ingår i släktet Zelotes och familjen plattbuksspindlar. Inga underarter finns listade i Catalogue of Life.